# 'N Crugu Bradului
'N Crugu Bradului è un concept album pubblicato dalla band black metal Negură Bunget nel 2002. Ogni traccia rappresenta una stagione dell'anno e il titolo del disco può essere tradotto dal romeno come "attraverso le profondità delle altezze degli abeti".

## Tracce
1. "I (Primăvară)"  – 12:11
2. "II (Vară)"  – 13:21
3. "III (Toamnă)"  – 15:12
4. "IIII (Iarnă)"  – 12:56

## Formazione
- Hupogrammos Disciple - chitarra, voce, basso, tastiere
- Negru - batteria
- Sol'Faur Spurcatu - chitarra, basso, voce